# Едуардо Родрігес (футболіст)
Едуардо Енріке Родрігес (ісп. Eduardo Enrique Rodríguez, 20 травня 1918 — 25 березня 2000, Ла-Плата) — аргентинський футболіст, що грав на позиції захисника, зокрема за клуби «Естудьянтес» та «Рівер Плейт», а також національну збірну Аргентини. У складі останньої — переможець чемпіонату Південної Америки 1946 року.

## Клубна кар'єра
У дорослому футболі дебютував 1939 року виступами за команду «Естудьянтес», в якій провів шість сезонів, взявши участь у 158 матчах чемпіонату.
1945 року став гравцем «Рівер Плейт», з яким у першому ж сезоні після переходу став чемпіоном країни. Загалом відіграв за столичну команду п'ять сезонів, 1947 року удруге ставав у її складі чемпіоном Аргентини.
Завершував ігрову кар'єру протягом 1950–1951 років, захищаючи кольори «Депортіво Калі» з Колумбії, яка саме переживала наплив іноземних гравців, пов'язаний з високим рівнем платні у місцевих клубах.

## Виступи за збірну
1943 року дебютував в офіційних матчах у складі національної збірної Аргентини. Протягом кар'єри у національній команді, яка тривала 4 роки, провів у її формі 3 матчі.
У складі збірної був учасником домашнього для аргентинців чемпіонату Південної Америки 1946 року, на якому вони здобули свій восьмий титул континентальних чемпіонів.
Помер 25 березня 2000 року на 82-му році життя в Ла-Платі.

## Титули і досягнення
- Чемпіон Аргентини (2):

«Рівер Плейт»: 1945, 1947
- Переможець чемпіонату Південної Америки (1):

Аргентина: 1946